# SUV crossover subcompact

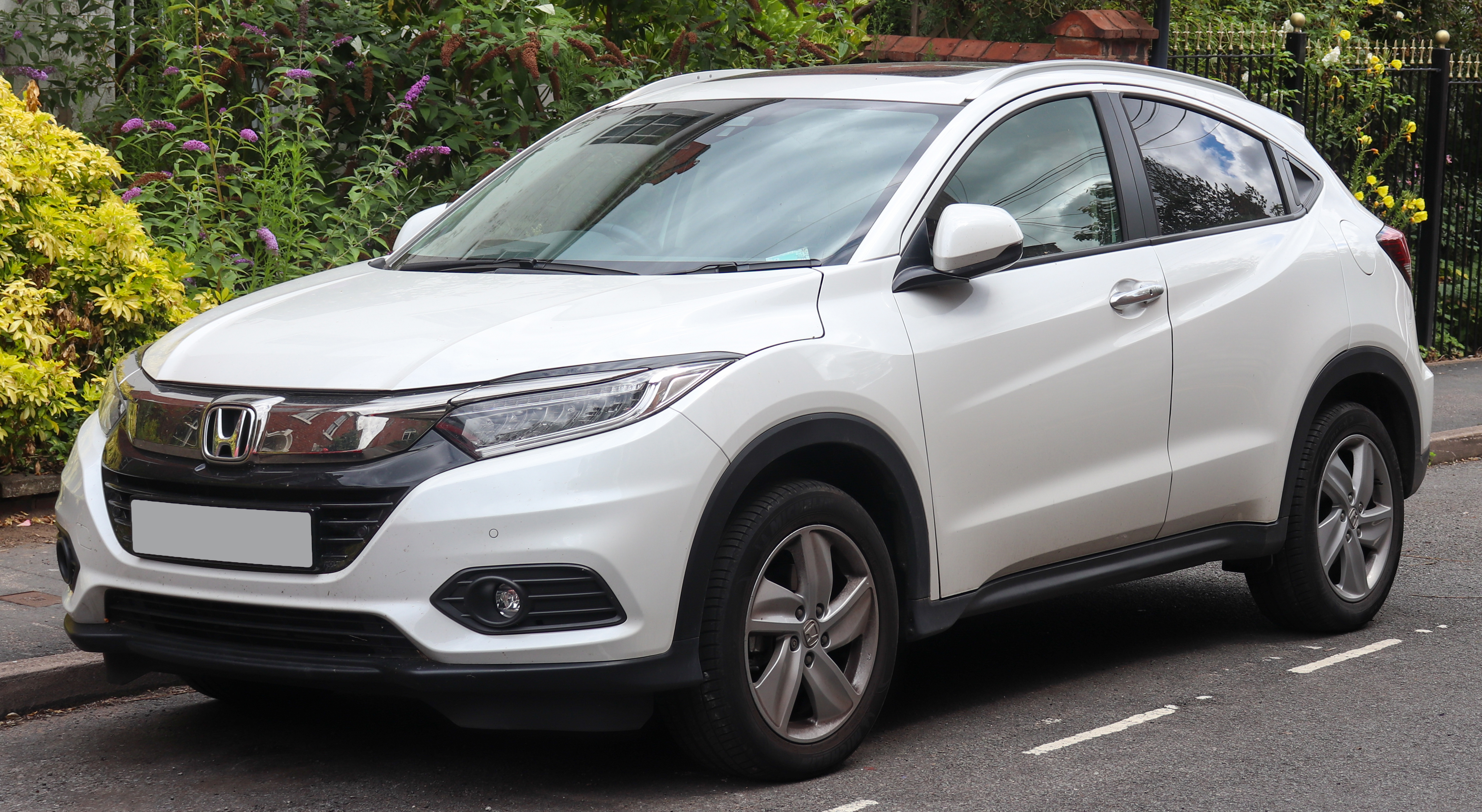
Honda HR-V a fost cel mai bine vândut SUV crossover subcompact în 2019.

SUV-ul crossover subcompact este un segment de automobile folosit pentru a descrie cel mai mic segment de SUV-uri crossover, un tip de vehicul utilitar sport, sub SUV-ul crossover compact. SUV-urile crossover subcompacte se bazează, de obicei, pe o platformă a unei mașini de pasageri subcompacte (cunoscută și ca supermini sau segmentul B), deși unele modele crossover subcompacte de ultimă generație pot fi bazate pe o mașină compactă (Segmentul C). Segmentul a început să ia amploare de la începutul până la mijlocul anilor 2010, când numărul de modele și cifrele de vânzări au crescut rapid pe piețele majore, cum ar fi America de Nord și Europa. În 2019, aproximativ 22% din vânzările globale de SUV au fost contribuite de crossover-uri subcompacte.
Segmentul este deosebit de popular în Europa (inclusiv România), India și Brazilia, unde reprezintă 37%, 75% și, respectiv, 69% din vânzările totale de SUV în 2018. Cel mai bine vândut vehicul din acest segment în 2019 a fost Honda HR-V, înregistrând 622.154 de unități vândute în întreaga lume.